# أسد بن عبد الله القسري

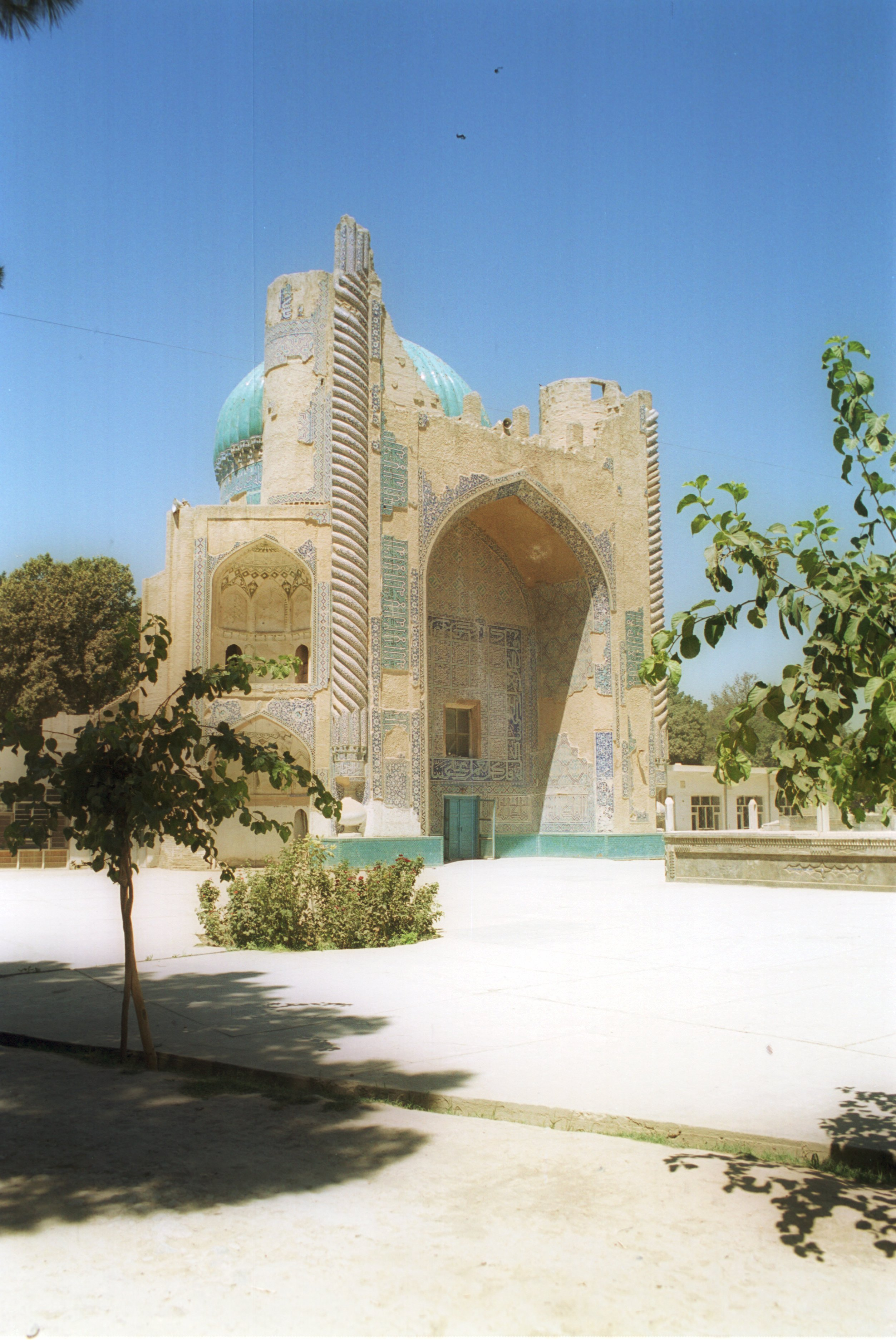
مدينة بلخ في أفغانستان اليوم والتي جعل منها أسد بن عبد الله عاصمة له بدلا من مدينة مرو

أبو المنذر أسد بن عبد الله بن يزيد بن أسد القسري البجلي هو الأمير الفاتح ووالي خراسان.
كان أسد بن عبد الله من عظماء الأمراء الفاتحين في خراسان والعصر الأموي ويعتبر آخر القادة الفاتحين في العصر الأموي وكان جواداً ممدحاً، وشجاعاً مقداماً.
وفيه قال ابن السجف المجاشعي:

## نبذه
- في عام 106هـ 725م ولّى خالد بن عبد الله القسري - والي العراق في خلافة هشام بن عبد الملك- أخاه أسد بن عبد الله على ولاية خراسان، وكان الترك يحاربون ويحاصرون المسلمين في اقليم السغد ومدنة بخارى وسمرقند واقليم فرغانة، وهما وراء نهر جيحون فوصل أسد إلى مدينة مرو عاصمة خراسان وانطلق منها فعبر نهر جيحون ووصل إلى سمرقند فانسحب الترك ودخل أسد مدينة سمرقند واعاد تنظيم الأمور وولى الحن بن أبي العمرطة الكندي على سمرقند، فاستتب أمر المسلمين في ذلك الأقليم.

خريطة لأهم مدن خراسان وبلاد ما وراء النهر في العهد الإسلامي

- في عام 107هـ قام أسد بأول فتوحاته، حيث كما جاء في تاريخ الأمم والملوك (في سنة 107هـ غزا أسد بن عبد الله جبال نمرون ملك الغرشستان مما يلي جبال الطالقان فصالحه الملك نمرون وأسلم على يديه، فهم اليوم يتولون اليمانية) وذلك لأن أهل الغرشستان وملكهم نمرون أسلموا على يد أسد القسري.
- في نفس عام 107هـ سار أسد بالعرب فافتتح بلاد غورين وازب ووصك حتى بلغ جبال ملع التي تتاخم الصين، فقال ثابت قطنه الأزدي في ذلك قصيدة منها:

- في عام 107 – 108 هـ قام اسد بإنجاز عمراني حضاري هام وهو تشيد مدينة عربية إسلامية في خراسان في جنوب نهر جيحون وهي مدينة بلخ حيث اختار أسد بن عبد الله أرضاً مستوية تتوسطها الأنهار ثم ألزم أهل كل مدينة وناحية من خراسان ببناء جزء من مدينة بلخ، وجعل على المدينة سوراً له سبعة أبواب، وبد السور الأول سورين يبعدان عنه 12 فرسخاً ويحيطان بقراها ومزارعها. وبعد ان اتم بناء المدينة وتحصينها اسكن فيها العرب والمسلمين، وخلط بين السكان منعاً للعصبية بين القبائل العربية.

وذكر الطبري انه: قال أبو البريد البكري في بناء اسد مدينة بلخ قصيدة:
ولم تزل مدينة بلخ موجودة لهذا اليوم بأسم مزار شريف شمال أفغانستان وتعتبر من اقدم المدن الإسلامية وأسيا الوسطي ومن أهم مدن أفغانستان منذ بناء اسد لها عام 726م وحتى اليوم.
- في عام 108 و109 هـ عبر اسد بفرقة من الجنود نهر جيحون وغزا بلاد الختل التي اسم ملكها (السبل) وكان حليفاً لخاقان عظيم الترك بأقاصي اسيا الوسطى، وعاد اسد بالظر والغنائم إلى بلخ، واتته وفود الترك طائعة، فقال ثابت قطنة شعرا:

- في عام 109 هـ قبض اسد بن عبد الله على أربعة من زعماء القيسية فقام باعتقالهم وبسبب ذلك يقول الدكتور حسين عطوان في كتاب الشعر العربي في خراسان: (تعصب أسد بن عبد الله القسري لقومه اليمانية، وأهان المضرية، وضرب نصر بن سيار الكناني ونفراً معه من قيس ومضر بالسياط) وخطب اسد في يوم جمعة وقال في خطبته: من يروم ما قبلي أو يترمرم، وامير المؤمنين خالي، وخالد بن عبد الله أخي، ومعي اثنا عشر ألف سيف يماني) وقوله أن معي اثنا عشر الف سيف يماني يعني في بلخ وكان عدد القبائل اليمانية في الجيش العربي بخراسان كان زهاء اربعين الفاً وقال الطبري كانت اليمانية أكثر جيش العرب في خراسان ثم عفا اسد عن اغلب زعماء المضرية والقيسية في خراسان لكنه جفاهم وابعدهم عن الحياة السياسية والعسكرية في خراسان.

فقال ثابت قطنة:
- في عام 117هـ كان امر المسلمين قد اضطرب في بخارى وسمرقند وتغلب عليها العدو، فسار أسد إلى بخارى فدخلها، واسلم على يديه الزعيم البخاري سامان وهو جد السامانيين، وسمى ابنه أسداً على اسم أسد القسري.

وحاصر الأمير أسد الترك في سمرقند واعطاهم الأمان فخرجوا منها ودخلها اسد، وبعث حملة جريئة إلى قلعة طخارستان العليا بقيادة جديع الكرماني ففتحها وهي من بلاد الترك التي لم يسبق فتحها.
- في عام 118هـ قام اسد ببناء القلاع وبناء الايوانات في المفاوز، واتخذ مدينة بلخ مقراً وعاصمة ونقل اليها دواوين الدولة، ثم غزا طخارستان وارض جيغويه ففتحها، وهرب فلول جيش جيغويه إلى الصين.
- في عام 119هـ وقعت من اعظم المعارك في العصر الأموي في بلاد ماوراء النهر حيث حشد الملك خاقان عظيم الترك أمراء وجنود الترك ببلدان ماوراء النهر واقاصي اسيا الوسطى، واقبل في مائة الف للقضاء على العرب والمسلمين في خراسان وزعم انه سيجتاح المسلمين حتى يبلغ العراق ودمشق، ووصلت انباء ذلك إلى العراق ودمشق، وتطلعت الأمة إلى مايحدث في خراسان، وسار اسد بالعرب والمسلمين من بلخ وخراسان إلى الجوزجان وهي الآن في أوزبكستان حيث خاقان وجيوشه، فوقعت حرب كبرى انتصر فيها اسد [2] على جيوش خاقان، وهرب خاقان وجنود اسد يطاردونه حتى وصل إلى بلاده، فقتل هناك. وبعث اسد الرسل بأنباء النصر إلى خالد بن عبد الله القسري بالعراق والخليفة هشام بدمشق، وكان مبعوث أسد إلى دمشق القاسم بن بخيت، فدخل دمشق وهو يكبر وتوجه إلى دار الخلافة.

قال الطبري (فأقبل القاسم إلى هشام فكبر على الباب ثم دخل وهو يكبر، وهشام يكبر لتكبيره حتى انتهى إليه فقال الفتح يامير المؤمنين واخبره بالخبر فنزل هشام عن سريره فسجد سجدة الشكر وهي واحدة عندهم). وقيلت في الثناء على أسد قصائد كثيرة، وبسط أسد السيادة العربية الإسلامية في كل ارجاء أقاصي اّسيا الوسطى.
- في عيد النيروز عام 120هـ اتى دهاقين العجم بالهدايا العظيمة إلى اسد بمدينة بلخ، فقام كبير الدهاقين خطيباٌ فقال:

(ايها الأمير اسد بن عبد الله. اننا معشر العجم اكلنا الدنبا اربعمائة سنة، وكانت الرجال عندنا ثلاثة، ميمون النقيبة اينما توجه فتح البلاد، ورجل تمت مرؤته فاذا كان كذلك عظم وقود وقدم، ورجل رحب صدره وبسط يده فرجى فاذا كان كذلك قود وقدم، وان الله جعل صفات هؤلاء الثلاثة فيك ايها الأمير، وما نعلم احدا اتم كتخذانية منك، انك ضبطت أهل بيتك وحشمك وعمالك فليس منهم أحد يتعدى على صغير أو كبير ولا غني ولا فقير، ثم انك بنيت الايوانات في المفاوز فيجيء الجائي من المشرق والاخر من المغرب فلا يجدان الا ان يقولا: سبحان الله ما احسن ما بنى
ومن يمن نقيبتك انك لقيت خاقان وهو في مائة الف فهزمته وفللته وقتلت اصحابه وابحت عسكره.. فأثنى عليه اسد واجلسه)

## دعاة بنو العباس في عهد اسد
في ولاية أسد قام بأخذ جماعة من دعاة بني العباس بخراسان، فقتل بعضهم وحبس البعض الآخر حيث قام بقطع السنة وسمل عيون عدد من انصار العباسيين وكان اسد بن عبد الله كما ذكر الطبري أنه شديداً على دعاة بنو العباس وبعد موته تنفست الشيعة ودعاة بنو العباس في خراسان
ومن الذين قبض عليهم أسد زعيم دعاة بنو العباس سليمان بن كثير الخزاعي ولكن سليمان بن كثير نجا باعجوبة من اسد بن عبد الله واتهم سليمان أن المضرية هم من قبض عليه لأنه يماني مثل اسد واستغل سليمان عصبية اسد لليمانية ونجا بهذه الطريقة واوهم أسد ان المضرية هم وراء سجنه واتهامة زوراً.
وفي سنة 118هـ قام أسد بن عبد الله بقطع لسان بخداش وأسمه عمار بن يزيد وهو داعية لشيعة بني العباس في خراسان.

## وفاته
في ربيع الثاني 120 هـ مات اسد بن عبد الله بمدينة بلخ وكان واليا على خراسان بذلك الوقت ومات وهو واليا عليها وتوفي بسبب مرض دمل كبير في جوفه (دبيلة) فأستخلف على خراسان جعفر بن حنظلة البهراني لمدة أربعة شهور، ثم جاء بعد ذلك عهد نصر بن سيار الكناني في رجب سنة 121 هـ.
فقال ابن عرس العبدي في أسد:
وأرسل مسلمة بن هشام بن عبد الملك وهو أبو شاكر، إلى خالد القسري أخو أسد بن عبد الله بعد وفاته:
يعني المعمودية لدى المسيحيين لان أم خالد القسري كانت مسيحية. فلما قرأ خالد الكتاب قال:
ياعباد الله من رأى كهذه تعزية رجل من أخيه؟ وكان الذي بين خالد وأبي شاكر بغض وكره، وسببها أن هشام بن عبد الملك كان يرشح ابنه مسلمة للخلافة بدلاً من الوليد بن يزيد وخالد رفض خلع الوليد بن يزيد من ولاية العهد لهشام ويبايع مسلمة بن هشام.
فقال الكميت:
يعني أبا شاكر، وأمه أم حكيم، فبلغ الشعر خالد فقال: أنا كافر بكل خليفة يكنى أبا شاكر، فسمعها أبو شاكر فحقدها عليه بعد ذلك !!

## وصلات خارجية
- ترجمة أسد بن عبد الله القسري
- أسد بن عبد الله - نبذة
- الفاتح أسد بن عبد الله القسري